# Qiangs
Pour les articles homonymes, voir Qiang.

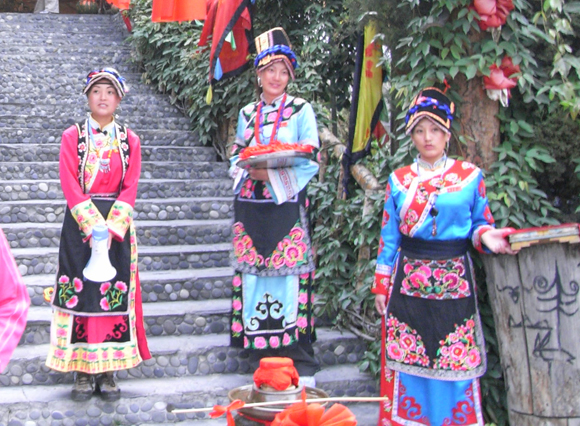
Femmes qiang en costume traditionnel

Statue monumentale de Yu le grand à l'entrée de Wenchuan

Le peuple qiang (chinois : 羌族 ; pinyin : qiāngzú) est l'un des 56 groupes ethniques officiellement reconnus par la république populaire de Chine. Ils vivent principalement dans des secteurs accidentés, sillonnés de rivières et de ruisseaux, dans le nord-ouest de la province du Sichuan.
Leur population se montait à 306 072 habitants au recensement de 2000, avant le séisme de 2008, dont l'épicentre se situait dans le xian de Wenchuan sur leur territoire.
Ils considèrent Yu le grand comme leur ancêtre fondateur. La population qiang d'aujourd'hui, dont l'histoire remonte jusqu'à la dynastie Shang, est maintenant plus réduite que par le passé. Les Hans se considèrent comme les descendants des Qiang.
Certaines traditions voient en eux les descendants de Yandi, l'« Empereur rouge », rival et allié de Huangdi, l'« Empereur jaune », ancêtre des Hans.
L'histoire de leur région est marquée par la rencontre entre les Tibétains, les Mongols, les Mandchous, les musulmans et les Hans, parfois très violente, parfois pacifique.

## Histoire

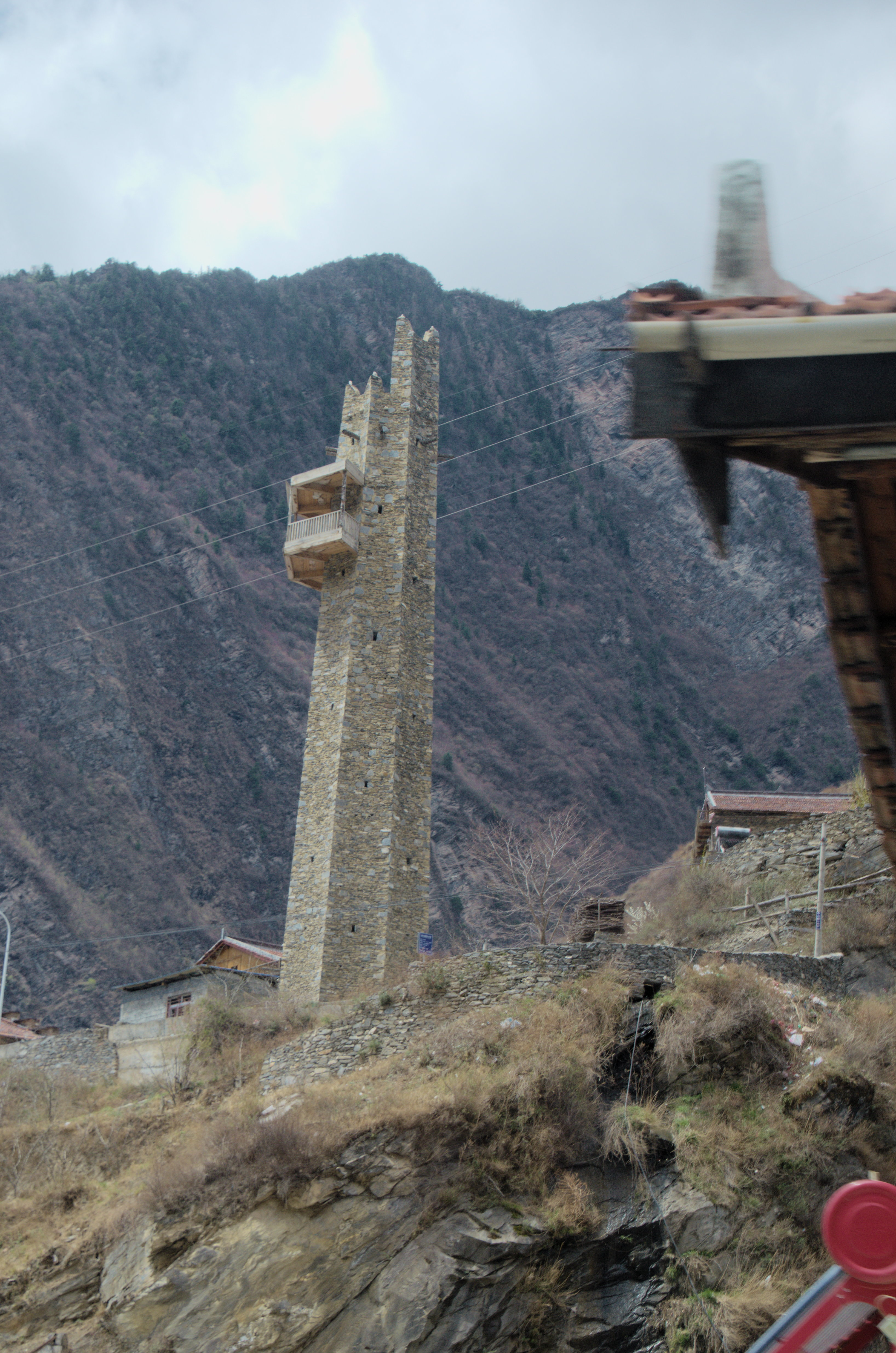
Qiāngzú diāolóu (羌族碉楼), diaolou spécifiques des Qiang

Dans la Chine ancienne, le terme Qiang (羌) désignait habituellement les populations nomades non han habitant au nord-ouest de la Chine. Le caractère 羌, composé des deux éléments 人 (« homme ») et 羊 (« mouton »), les représente comme un peuple éleveur de moutons. Plus tard, les Chinois utilisèrent le terme Qiang Min 羌民, qiāngmín pour désigner les populations non han, qui avaient été linguistiquement et culturellement assimilées, vivant dans la vallée de la rivière Min au Sichuan, et le terme Fan Qiang 番羌, fānqiāng (« Qiang barbares ») pour désigner les populations moins bien assimilées vivant dans les environs.
Ces peuples étaient fréquemment en guerre avec les habitants de la vallée du fleuve Jaune (huáng hé). Les Qiang sont considérés comme les ancêtres des Han. Leur expansion ne fut contrôlée qu'à l'époque du duc Mu qui régna sur l'État du Qin entre -660 et -621. La dynastie Qin est considéré comme la première dynastie à avoir relativement unifié la Chine, à la fin de la Période des Royaumes combattants.
Entre le IVe siècle av. J.-C. et le XIIIe siècle, les Qiang migrèrent à plusieurs reprises, à cause de guerres ou de catastrophes naturelles. Pendant la période des Han orientaux de la dynastie Han (25-220) et celle des Wei-Jin (221-419), l'aire de répartition des Qiang recouvrait les franges montagneuses des régions nord et est du plateau tibétain, allant des monts Kunlun (dans l'actuel Xinjiang) et de l'est du Qinghai jusqu'au sud du Gansu, l'ouest du Sichuan et le nord du Yunnan. Finalement, une partie des Qiang se sédentarisa dans le Sichuan (xian de Mao, Songpan, de Wenchuan, de Li) et adopta l'agriculture.
Les Qiang se considèrent également comme les descendants des Tangoutes, qui constituèrent un État dans le nord-ouest de la Chine au XIe siècle.
Le séisme de 2008 au Sichuan, dont l'épicentre était situé sur le Xian de Wenchuan, lieu d'habitation des Qiang, à particulièrement été dévastateur pour cette population, avec un bilan officiel de 69 227 morts, 17 923 disparus, 374 643 personnes blessées, parmi l'ensemble des populations se trouvant dans cette région au moment des faits.

## Génétique
Une étude génétique d'individus issus du cimetière de Mogou situé dans la région Ganqing (Gansu) daté entre 3530 et 3340 ans et correspondant au peuple qiang montre que cette population a contribué génétiquement aux ancêtres des Hans.

## Situation actuelle

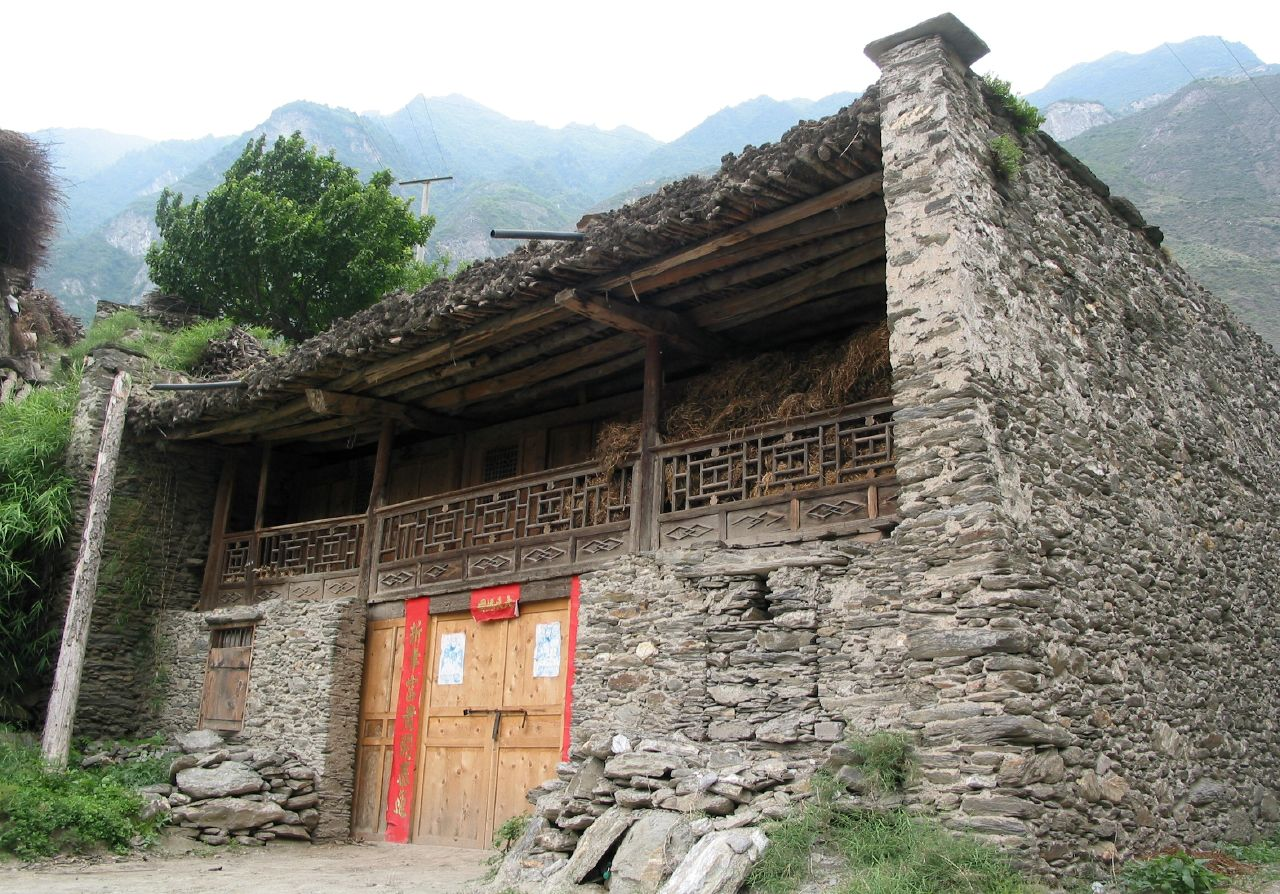
Maison traditionnelle qiang

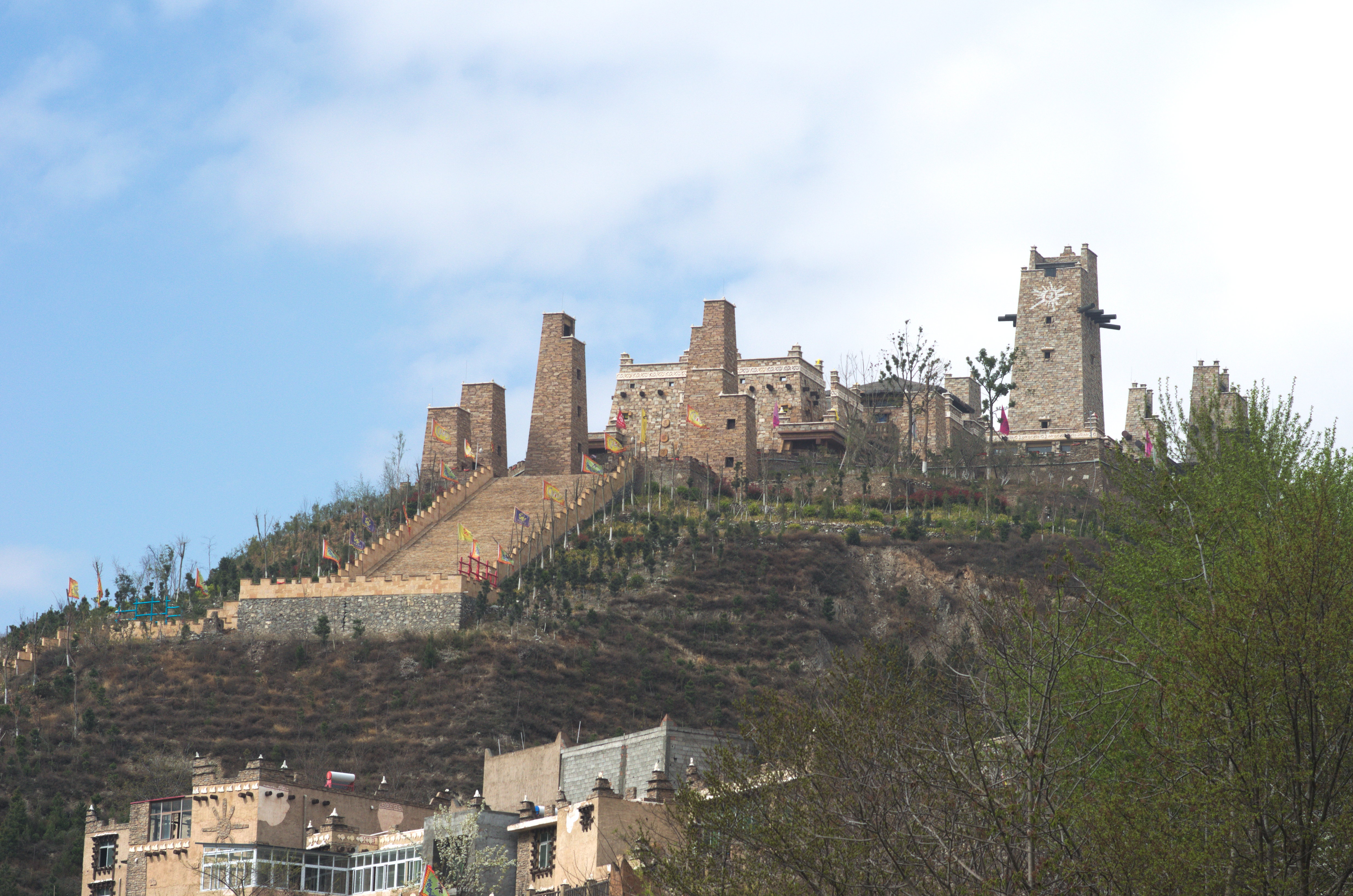
Fortification qiang sur le xian de Mao

Aujourd'hui, les Qiang se désignent eux-mêmes comme Qiang zu (羌族) et erma ou rma (尔玛). La plupart d'entre eux vivent dans des régions montagneuses dans le nord du Sichuan, principalement dans les quatre xian de Mao, Wenchuan, Li, Heishui et d'Aba, tous situés sur le territoire de la préfecture autonome tibétaine et qiang d'Aba, et dans le xian autonome qiang de Beichuan dépendant de la ville-préfecture de Mianyang.
Le village à l'allure de forteresse, ou zhai 寨, composé de 30 à 100 maisons, constitue la base de l'organisation sociale. Les villages sont généralement situés à flanc de montagne et le plus souvent accessibles uniquement par des sentiers. L'architecture est caractérisée par des maisons aux murs de pierre épais, à deux ou trois niveaux, et par la présence de hautes « tours de garde » (des diaolou nommées en chinois Qiangzhu diaolou (羌族碉楼)) également en pierre, rectangulaires, hexagonales ou octogonales, de hauteur variable atteignant parfois une trentaine de mètres. Ces tours, construites à l'aide de petites pierres, sont constituées de trois étages : le rez-de-chaussée sert d'étable, le premier étage d'habitation et le second de grenier. Les risques d'attaques extérieures ayant disparu de nos jours, un certain nombre de ces tours ont été démantelées et les matériaux réutilisés à la construction de maisons.
Les régions habitées par les Qiang reçoivent peu de précipitations, mais sont traversées par des cours d'eau. Les Qiang vivent principalement de l'agriculture, mais une minorité pratique l'élevage. Les populations pratiquent la culture dans le fond des vallées ou en terrasses, la cueillette à des fins alimentaires ou médicales de champignons et d'herbes dans les bois avoisinants, et l'élevage des yaks et des chevaux sur des pâturages d'altitude. Dans le passé, les conflits armés entre villages étaient fréquents.

## Culture
Le mouton est le symbole de ce peuple. Le caractère han (ici idéophonogramme) représentant ce peuple (羌, qiāng) est d'ailleurs composé du caractère du mouton (羊, yáng), source de sa prononciation, auquel ont été ajoutées deux jambes (utilise aujourd'hui le pictographe (儿 / 兒, ér) représentant la marche des pasteurs avec leur troupeaux.

### Langue
Toutes les langues parlées par les Qiang appartiennent à la même sous-famille (les langues qianguiques) de la famille des langues tibéto-birmanes. Cependant, il existe un tel nombre de dialectes que la communication entre les divers groupes s'effectue souvent en langue chinoise. Ne possédant pas d'écriture qui leur soit propre, les Qiang utilisent les caractères chinois.

### Vêture, parures
La minorité qiang est actuellement principalement concentrée dans certains xian du Sichuan, notamment, dans la préfecture autonome tibétaine et qiang d'Aba (xian de Mao, Wenchuan, Li, Aba), ainsi que le territoire de la ville-préfecture de Mianyang (xian autonome qiang de Beichuan).
La minorité ethnique portant aujourd'hui le nom de « Qiang » serait la branche qui conserve le nom ethnique et préserve le mieux sa culture traditionnelle de toutes les anciennes branches qiang.
Traditionnellement, les hommes et femmes qiang portent une longue robe de lin, habituellement blanche, proche de la robe mandchoue en termes de style. Sur la longue robe un gilet de peau de mouton est porté, poil tourné vers l'extérieur les jours ensoleillés et à l'intérieur des jours de pluie.
Les femmes qiang portent généralement une coiffe noire brodée et ornementée.
La tenue typique pour les hommes qiang est une robe bleue, une veste en peau de mouton au-dessus et une coiffe cyan autour de la tête. Pour les femmes qiang, la robe est au contraire de couleur vive, ornée de motifs de dentelle bleus ou verts, avec une ligne de petites prunes d'argent en forme de fleur ornant le col. Un tablier brodé de rubans est attaché autour de la taille et une coiffe noire ornementée d'éléments colorés portée sur la tête.
Les hommes et les femmes qiang ont un bijou spécial toujours porté sur soi : une boîte à couture en argent pour les femmes, et un étui à cigarettes en argent pour les hommes.
Autrefois faite de fil de soie, la broderie (aujourd'hui dite « ethnique ») qiang utilise beaucoup les motifs floraux (fleurs, feuilles, fruits) et animaux (oiseaux, poissons, papillons, volailles et autres animaux), divers galons et motifs décoratifs, avec des fils très colorés. Il existe aussi un corpus de très nombreux motifs, dont certains, plus géométriques, sont éventuellement bicolores.
La broderie est traditionnellement principalement utilisée pour décorer les manteaux, les robes et jupes, les pantalons, mais aussi les chaussures, les « serviettes de tête », les ceintures. On la retrouve sur des galons et rubans, bandes, sangles, et autres ornements de poignets, de pantalons, ainsi que des taies d'oreiller, des mouchoirs, etc.

### Religion
La majorité des Qiang sont animistes. Une minorité pratique le bouddhisme tibétain.

### Gastronomie

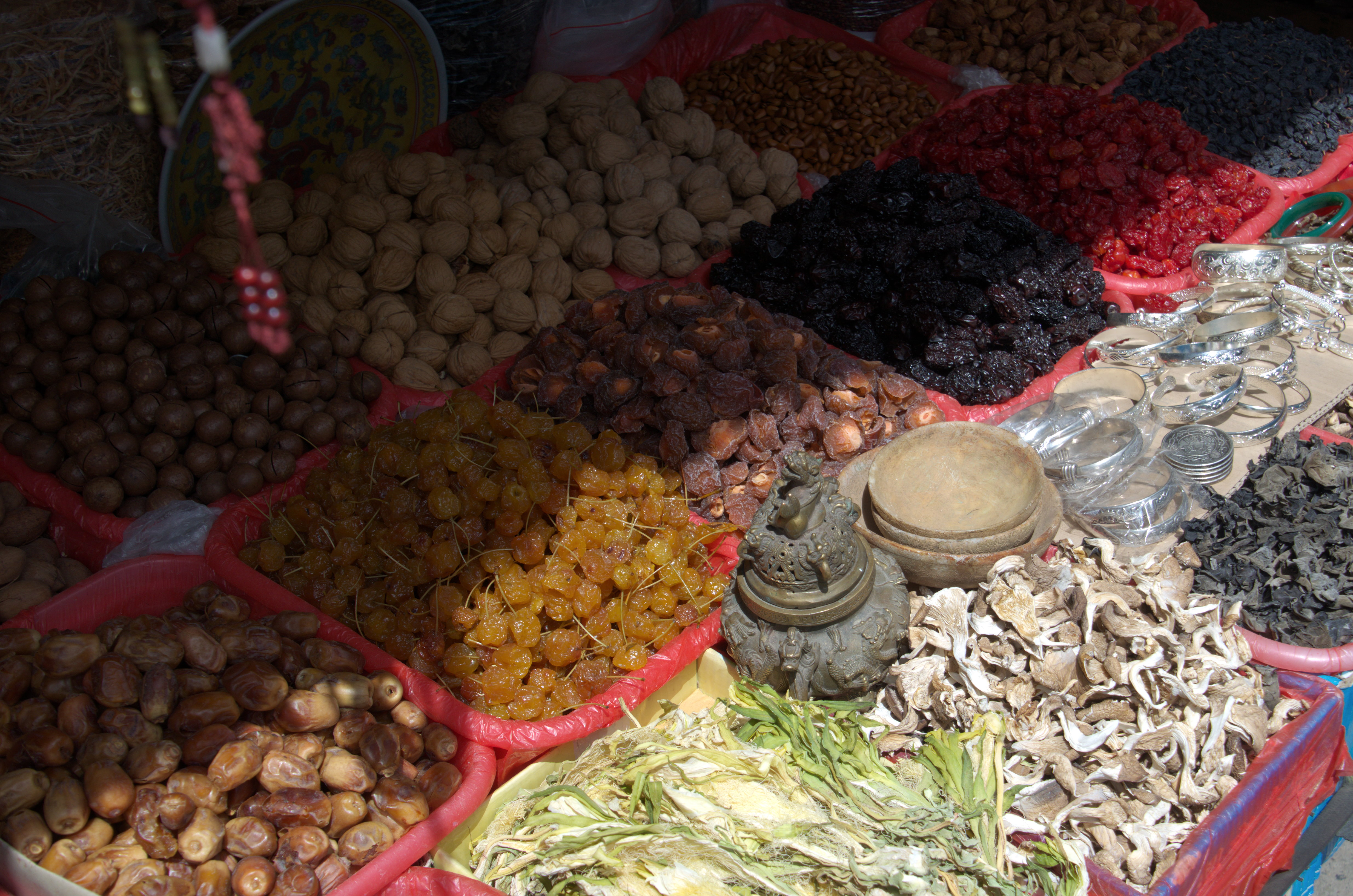
Étal de fruits, légumes et champignons séchés sur un petit marché du xian de Wenchuan, de culture qiang.

La viande la plus consommée est la chèvre, symbole de la culture qiang. Les Qiang élèvent également du Yak et cultivent, entre autres, l'orge du Tibet, le poivre du Sichuan. C'est sur le xian de Wenchuan de culture qiang, que l'on cultive le meilleur poivre vert du Sichuan, ainsi qu'un poivre rose du Sichuan, plus onéreux et au parfum plus subtil. On y cultive également le plus traditionnel poivre noir du Sichuan. Les habitants consomment également de nombreux fruits secs, plus faciles à conserver lors des transhumances ou des grands froids de cette région d'altitude.